# RZhD
Ferrocarriles Rusos (en ruso: Российские железные дороги, РЖД; Rossiskiye zheleznye dorogi, RZhD) es la empresa estatal de transporte ferroviario de Rusia y una de las compañías ferroviarias más importantes del mundo. Sus orígenes datan 1992, como continuación de Ferrocarriles Soviéticos tras el colapso de la Unión Soviética y la creación del Ministerio de Transporte ruso, pero fue separado de este y creado como empresa el 18 de septiembre de 2003. Tiene cerca de 1,2 millones de trabajadores y una extensión de 85.000 km, lo que la convierte en una de las mayores redes ferroviarias del planeta.
La empresa pertenece al gobierno ruso y tiene el monopolio en los transportes por ferrocarril en todo el país. Ferrocarriles Rusos cuenta con cerca de 1300 millones de pasajeros cada año (43% del tráfico de pasajeros total) y 1300 millones de toneladas de carga viajan por sus vías (39% del tráfico total). La inversión en la empresa constituye el 2,5% del PIB ruso. El ferrocarril consume el 6% de la energía eléctrica generada y el 10% del diésel del país.

## Historia

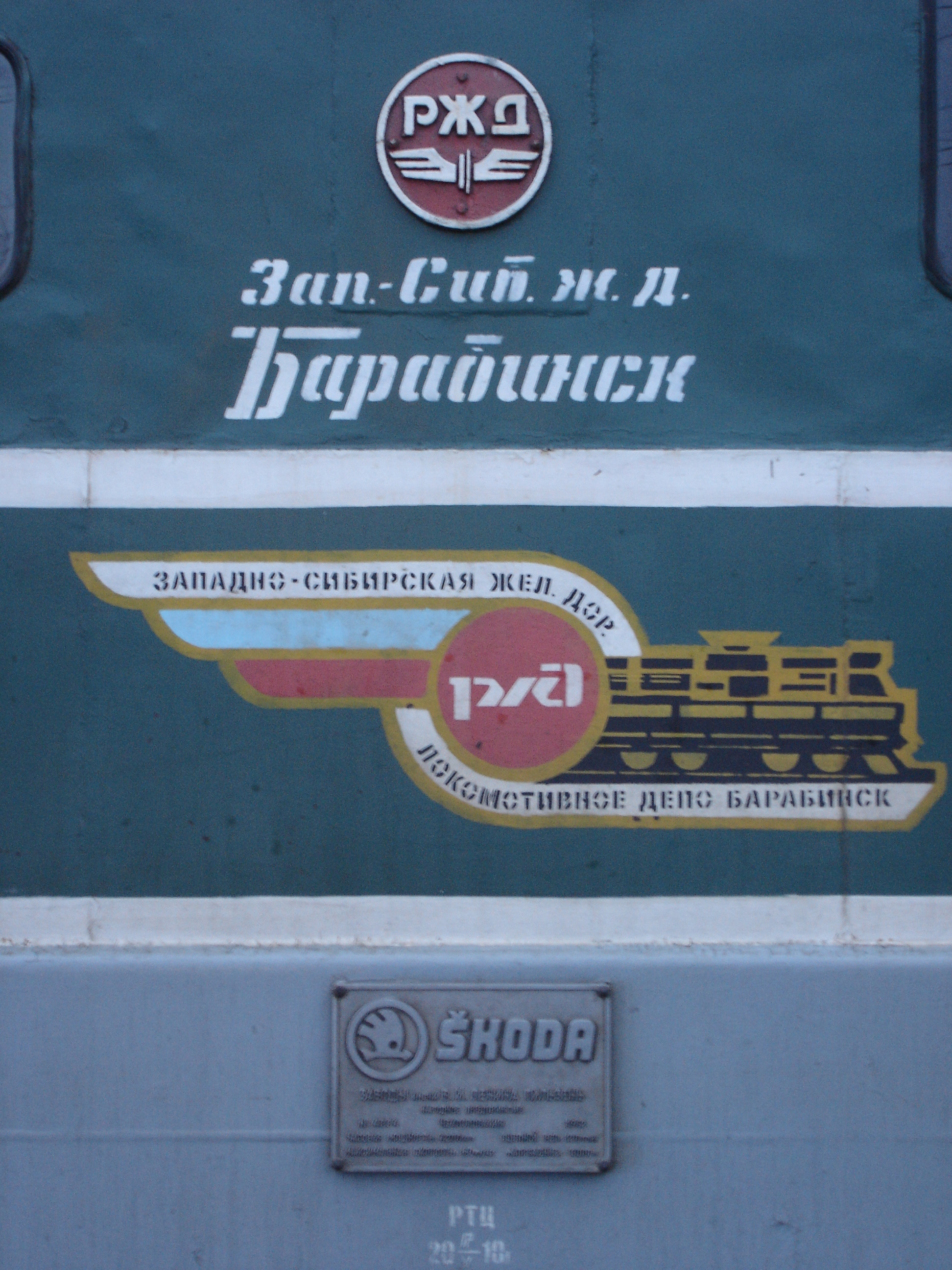
Locomotora eléctrica ChS2, No266 (ЧС2-266) de RZhD en Tiumén.

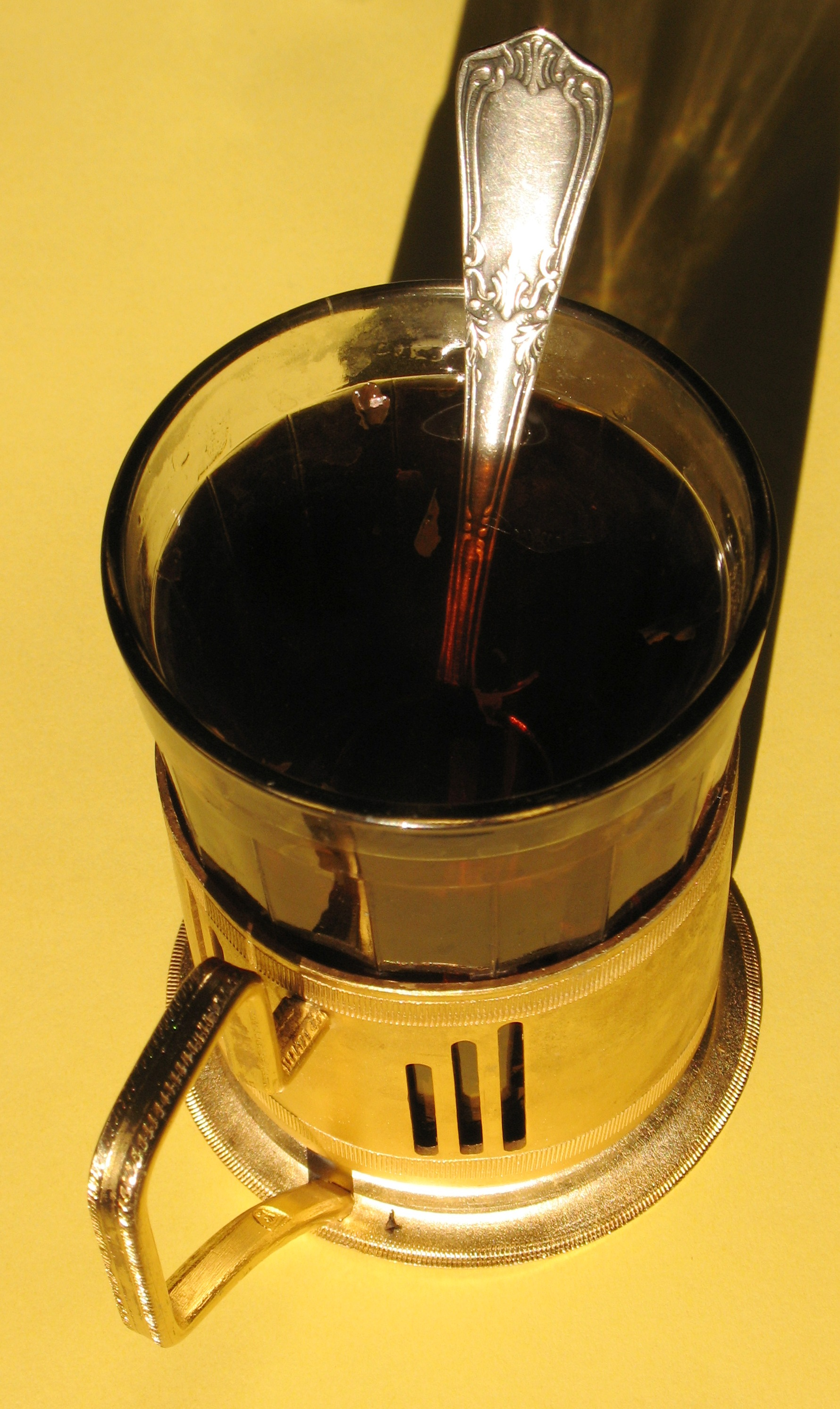
El té tradicionalmente se sirve en tazas especiales en los trenes rusos

La compañía nacional Ferrocarriles Soviéticos terminó sus operaciones en diciembre de 1991, debido a la disolución de la Unión Soviética. El 20 de enero de 1992 se fundó el Ministerio de Transporte de Rusia para organizar los ferrocarriles dentro de la Federación Rusa. Sin embargo, el ferrocarril fue declinando rápidamente como transporte debido a la pérdida del apoyo directo del gobierno. Las inversiones se redujeron y los fondos fueron retirados. Los ferrocarriles se redujeron en gran medida porque no había fondos suficientes para reparar el material rodante, las estaciones y el rápido deterioro de las vías.
En 1992, el tráfico de mercancías dentro de Rusia se redujo en un 60% y el transporte de pasajeros también se redujo considerablemente. Muchos trenes fueron puestos fuera de servicio y el sector de pasajeros fue subvencionado, en gran medida, por la industria del transporte terrestre y aéreo. El descenso afectó gravemente la economía de Rusia, ya que los ferrocarriles eran el único sistema de transporte seguro del país. Eran de una importancia social vital para Rusia y, unido a una baja utilización de los automóviles, a un uso intensivo por parte de los ciudadanos de bajos ingresos, a la falta de caminos y a las grandes distancias y conexiones a lugares remotos de Rusia, los ferrocarriles necesitaron de una importante reconstrucción y modernización de su sistema para satisfacer las demandas del país.
En 1996, el Ministerio de Transporte desarrolló un programa para reestructurar el transporte férreo. El ministerio observó los programas que se utilizaban en la Unión Soviética y en la Rusia imperial, así como en otros países de Europa, Asia y América del Norte. El programa se puso en marcha el 18 de mayo de 2001, cuando fue aprobado por el gobierno. El plan general era modernizar y expandir la industria férrea para satisfacer las demandas de la economía para el año 2010. Muchas vías fueron reconstruidas con vínculos de cemento y se amplió a dos carriles o más. El 18 de septiembre de 2003, se aprobó un decreto para separar los ferrocarriles del Ministerio de Transporte; por lo tanto, Ferrocarriles Rusos fue creada como una empresa pública que pasaba a controlar todas las vías, instalaciones y equipos. Estas nuevas reformas lograron, con éxito, que el tráfico de pasajeros aumentase en un 30% y el tráfico de mercancías se duplicara en 2005.

## Red
La red ferroviaria de RZhD se divide en 16 sucursales:
| Rama                              | Región de Rusia                                                                                       | Administración  |
| --------------------------------- | --- | --------------- |
| Ferrocarril de Siberia Oriental   | Buriatia, Óblast de Irkutsk                                                                           | Irkutsk         |
| Ferrocarril de Gorki              | República de Mordovia, Chuvasia, Udmurtia, Tatarstán, Cheremia, krai de Perm (zona sur)               | Nizhni Nóvgorod |
| Ferrocarril del Lejano Oriente    | Jabárovsk y krai de Primorie, República de Sajá, Óblast de Amur y Sajalín, Región Autónoma Judía      | Jabárovsk       |
| Ferrocarril Trans-Baikal          | Krai de Zabaikalie y Óblast de Amur                                                                   | Chita           |
| Ferrocarril de Siberia Occidental | Omsk, Novosibirsk, Kémerovo, Tomsk y krai de Altái                                                    | Novosibirsk     |
| Ferrocarril de Kaliningrado       | Óblast de Kaliningrado                                                                                | Kaliningrado    |
| Ferrocarril de Krasnoyarsk        | Krasnoyarsk, Kémerovo, Jakasia                                                                        | Krasnoyarsk     |
| Ferrocarril de Kuybyshev          | Bashkortostán, Tatarstán, Mordovia, Riazán, Penza, Tambov, Ulyanovsk, Samara, Orenburg y Cheliábinsk. | Samara          |
| Ferrocarril de Moscú              | Moscú, algunas áreas en el territorio de la República de Mordovia, Vladimir y Penza                   | Moscú           |
| Ferrocarril de Oktyabrskaya       | Región Noroeste de Rusia (a excepción de Kaliningrado)                                                | San Petersburgo |
| Ferrocarril del Volga             | Sarátov, Volgogrado, Astracán, parte del territorio de Rostov y Kazajistán                            | Sarátov         |
| Ferrocarril de Sverdlovsk         | Noroeste y centro de los Urales, Udmurtia                                                             | Ekaterimburgo   |
| Ferrocarril del Norte             | República de Komi                                                                                     | Yaroslavl       |
| Ferrocarril del Norte del Cáucaso | Osetia, Rostov                                                                                        | Rostov del Don  |
| Ferrocarril del Sureste           | Vorónezh, Belgorod, Volgogrado, Rostov, Kursk, Riazán, Tambov, Tula, Lipetsk, Sarátov, Penza          | Vorónezh        |
| Ferrocarril del Sur de los Urales | Orenburg, Cheliábinsk, Kurgan, parte de Sverdlovsk, Bashkiria y Kazajistán                            | Cheliábinsk     |

## Alta velocidad
Entre 2005 y 2010 RZD puso en marcha un proyecto de creación de líneas de alta velocidad en Rusia. El primer tren ruso de alta velocidad Sapsan une San Petersburgo con Moscú y Nizhniy Novgorod. La segunda línea es un tren de alta velocidad internacional denominado Allegro que une Helsinki con San Petersburgo pasando por Vyborg. 
Sapsan ha resultado ser el tren con mayor ocupación, con cerca del 80% y una rentabilidad del 30% (según los datos de 2010).
El 27 de mayo de 2013 el presidente Putin anunció la creación de líneas de alta velocidad para unir Kazán con Moscú La distancia del recorrido constituirá 770 km y se cubrirá en 3 horas y media de viaje. La inversión total es de más de un trillón de rublos y las obras durarán 5 años.

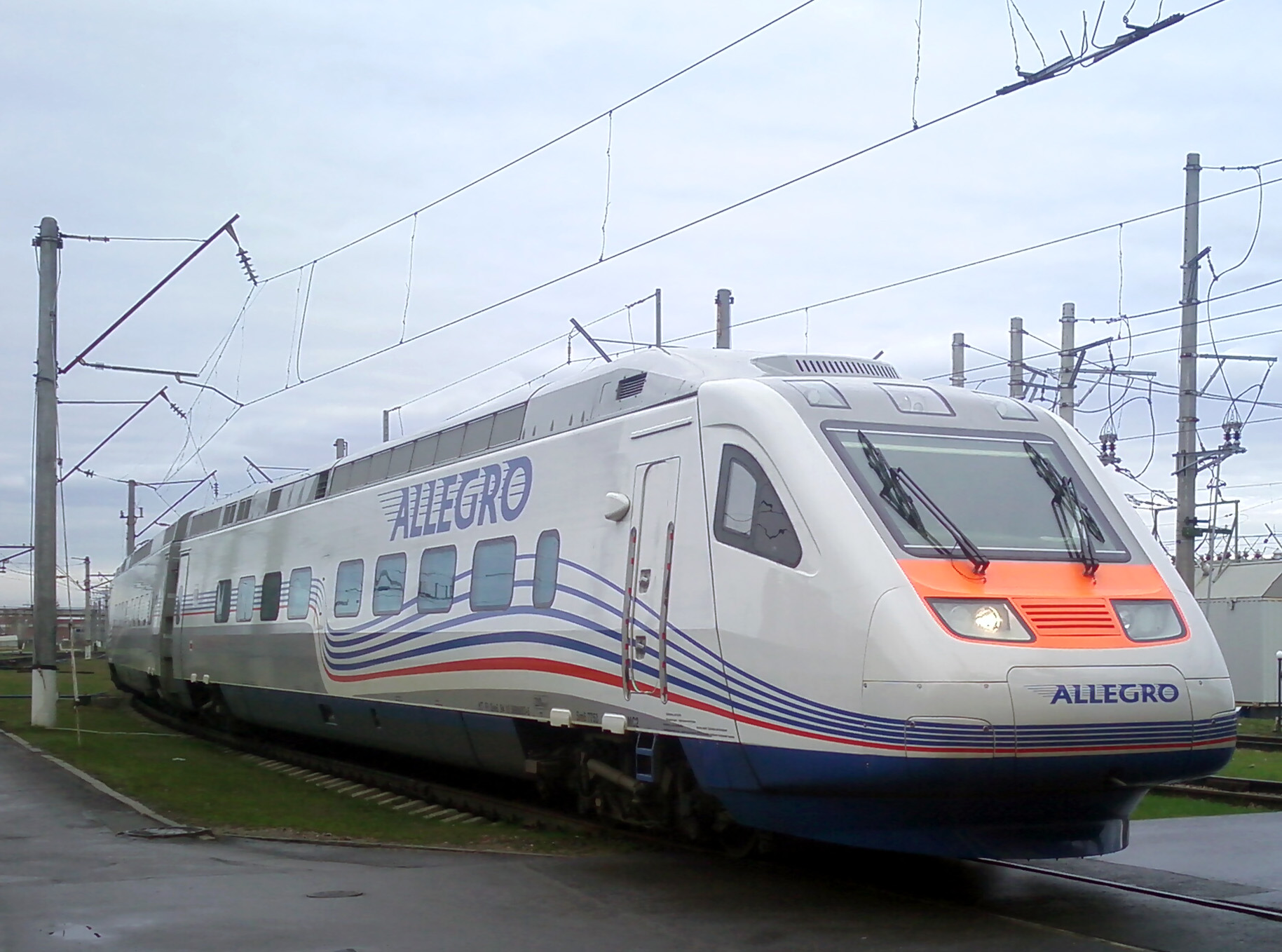
Allegro
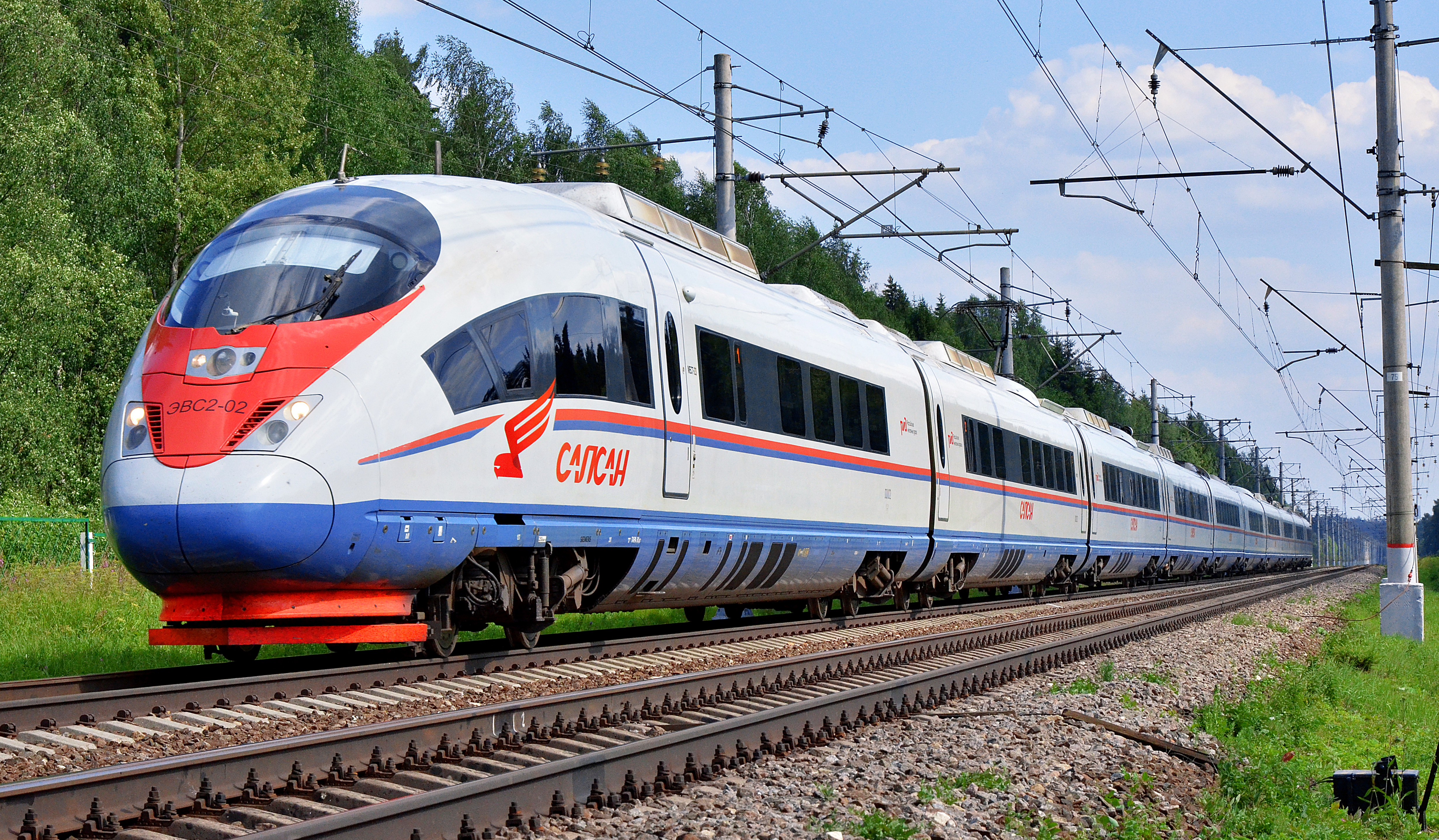
Sapsan
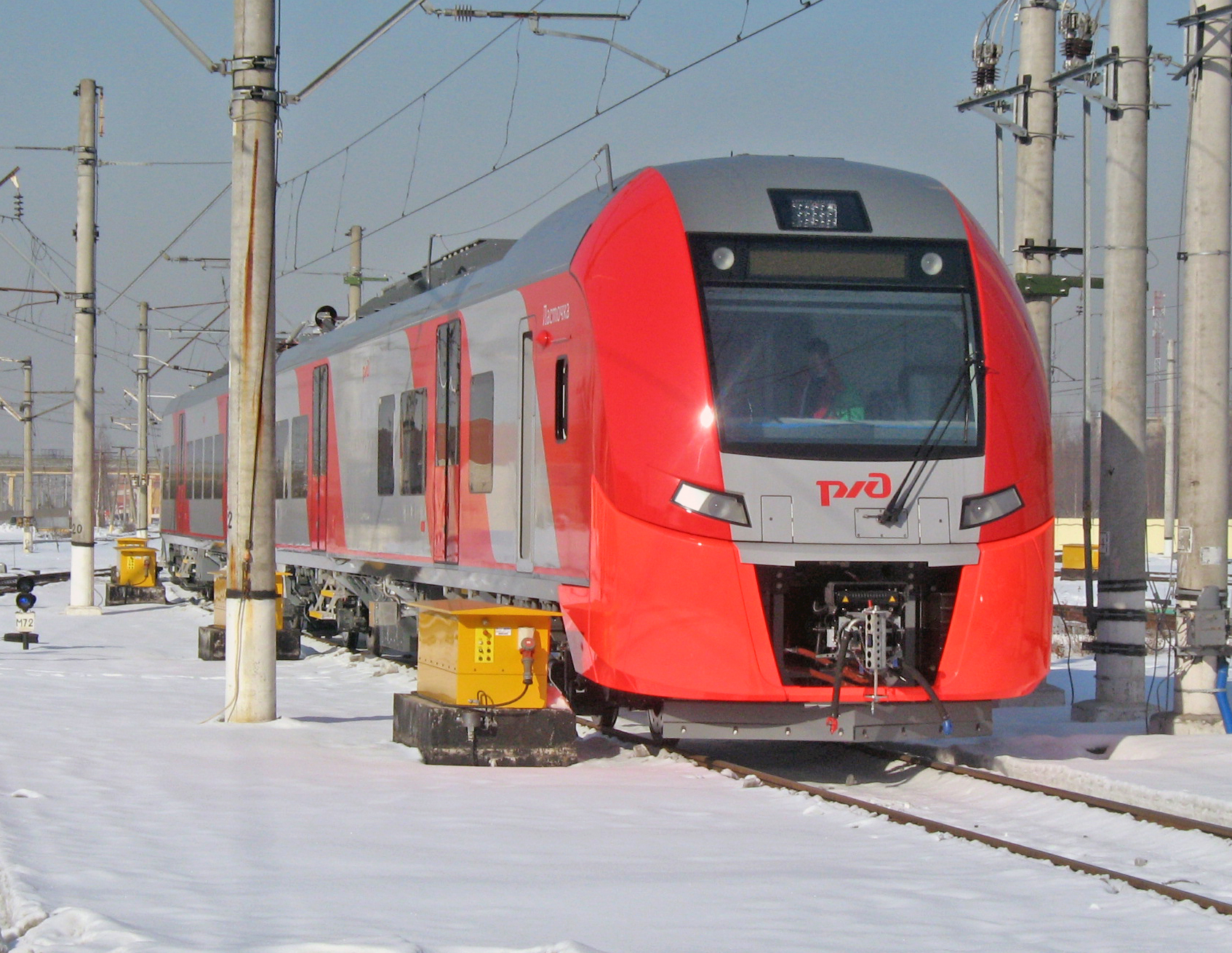
Siemens Desiro

## Lecturas relacionadas

### En inglés
- Boublikoff, A.A. "A suggestion for railroad reform" in book: Buehler, E.C. (editor) "Government ownership of railroads", Annual debater's help book (vol. VI), New York, Noble and Noble, 1939; pp. 309–318. Original in journal "North American Review, vol. 237, pp. 346+. (Title is misleading.  It's 90% about Russian railways.)
- European Conference of Ministers of Transport, "Regulatory Reform of Railways in Russia," 2004.  Regulatory Reform of Railways in Russia
- Hunter, Holland "Soviet transport experience: Its lessons for other countries", Brookings Institution 1968.
- Pittman, Russell, "Blame the Switchman?  Russian Railways Restructuring After Ten Years," working paper, Antitrust Division, U.S. Department of Justice, 2011.  Blame the Switchman?  Russian Railways Restructuring After Ten Years
- "Railroad Facts" (Yearbook) Association of American Railroads, Washington, DC (annual).
- "Transportation in America", Statistical Analysis of Transportation in the United States (18th edition), with historical compendium 1939-1999, by Rosalyn A. Wilson, pub. by Eno Transportation Foundation Inc., Washington DC, 2001. See table: Domestic Intercity Ton-Miles by Mode, pp. 12–13.
- UN (United Nations) Statistical Yearbook.  The earlier editions were designated by date (such as 1985/86) but later editions use the edition number (such as 51st).  After 1985/86 the "World railway traffic" table was dropped.After the 51st?  edition, the long table: "Railways: traffic" was dropped resulting in no more UN railway statistics.
- Urba CE, "The railroad situation: a perspective on the present, past and future of the U.S. railroad industry". Washington: Dept. of Transportation, Federal Railroad Administration, Office of Policy and Program Development Govt. Print. Off., 1978.
- VanWinke, Jenette and Zycher, Benjamin; "Future Soviet Investment in Transportation, Energy, and Environmental Protection" A Rand Note.  The Rand Corporation, Santa Monica, CA, 1992. Rand Soviet Transport Archivado el 23 de mayo de 2012 en Wayback Machine.
- Westwood J.N, 2002 "Soviet Railways to Russian Railways" Palgrave Macmillan.
- Ward, Christopher J., "Brezhnev's Folly: The Building of BAM and Late Soviet Socialism", University of Pittsburgh Press, 2009.

### En ruso
- Госкомстат СССР(Gov't Statistical Committee )"Народное хозяйство СССР: статистический ежегодник (The national economy of the USSR, statistical yearbook),Финансы и статистика, Mосква (various years till 1990).
- Госкомстат СССР (Уманский, Л.),"Народное хозяйство СССР за 70 лет: юбилейный статистический ежегодник". Финансы и статистика", Москва, 1987.
- Госкомстат СССР "Транспорт и связь СССР: Статистический сборник" (USSR Transportation and Communications: statistics). Москва. 1990 (and other editions: 1967, 1972, etc.)
- ЖТ = Железнодорожный Транспорт (Railroad Transportation) a monthly magazine published since 1826.  The month designation is numeric; e.g. 10-1998 is the November issue.
- Плакс, А.В. & Пупынин, В.Н., "Электрические железные дороги" (Electric Railroads), Москва, Транспорт,   1993. *Резер, С.М., "Взаимодействие транспортных систем", Москва, Наука, 1985.
- Шадур, Л.А. ed., Багоны: конструкция, теопия и расчёт (Railroad cars: construction, theory and calculations), Москва, Транспорт, 1980.
- Фед=Федеральная служба государственной статистики (Federal government statistical service) "Транспорт в России" (Transportation in Russia) (annual) Available online Archivado el 23 de febrero de 2010 en Wayback Machine.
- Филиппов, М.М. (editor), "Железные Дороги, Общий Курс" (Railroads, General Course) Москва, Транспорт, 3rd ed. 1981.  4th ed. 1991 with new editor: Уздин, М.М..
- Шафиркин, Б.И, "Единая Транспортная Система СССР и бзаимодействие пазличных видов транспорта" (Unified Transportation System of the USSR and interaction of various modes of transportation), Москва, Высшая школа, 1983.
- Шадур. Л. А. (ed.), 1980, "Багоны" (Railway cars), Moscow, Транспорт.